# Cenopalpus favosus
Cenopalpus favosus är en spindeldjursart som beskrevs av Mohammad Nazeer Chaudhri 1971. Cenopalpus favosus ingår i släktet Cenopalpus och familjen Tenuipalpidae. Inga underarter finns listade i Catalogue of Life.